# Alex Caruso

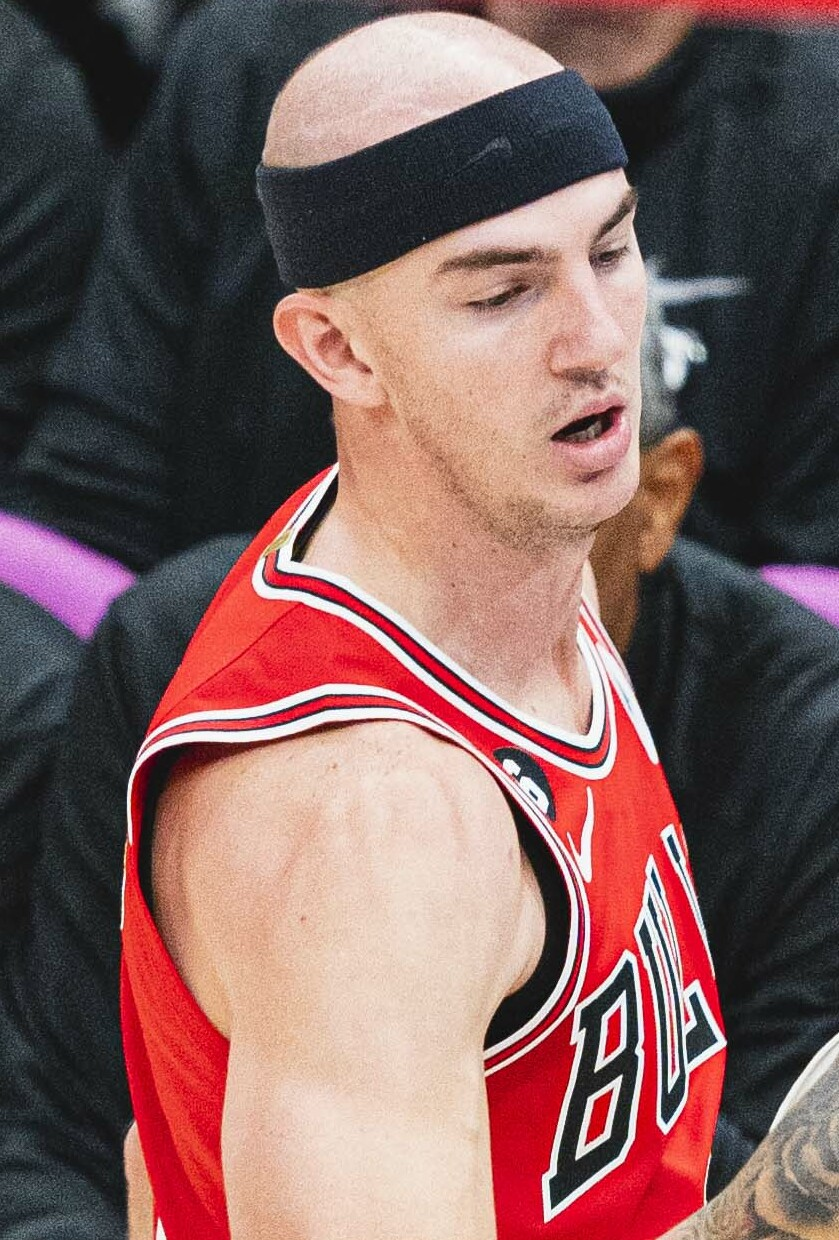
Alex Caruso, 2022.

Alex Michael Caruso, född 28 februari 1994 i College Station i Texas, är en amerikansk professionell basketspelare (PG/SG) som spelar för Oklahoma City Thunder i National Basketball Association (NBA). Han har tidigare spelat för Los Angeles Lakers och Chicago Bulls.
Caruso var med och vinna NBA-mästerskapet med Los Angeles Lakers för säsongen 2019–2020.
Han blev aldrig NBA-draftad.
Innan Caruso blev proffs studerade han vid Texas A&M University och spelade för deras idrottsförening Texas A&M Aggies.